# Max Angelelli

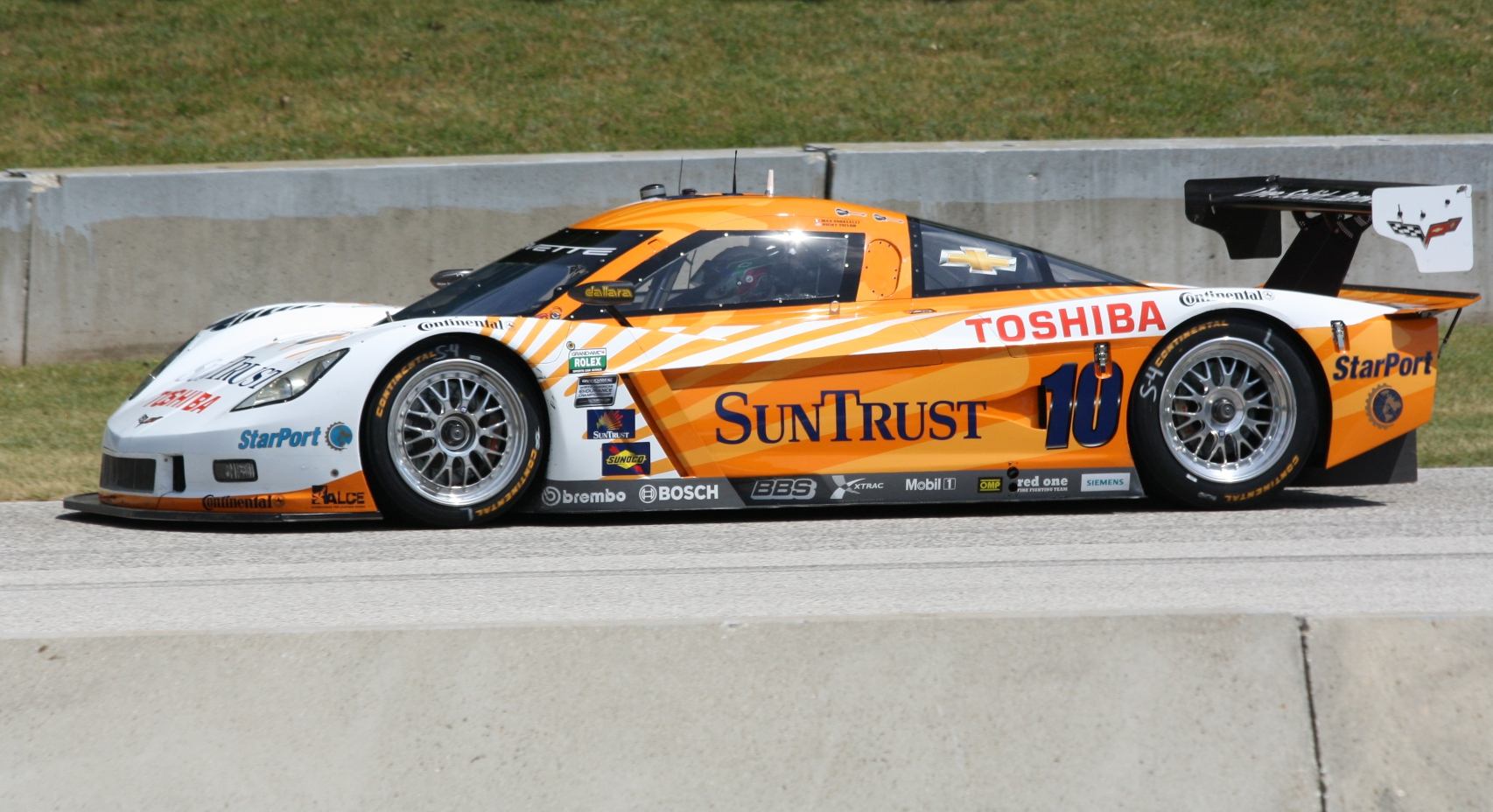
Carro de Angelelli em 2012.

Massimiliano Angelelli (Bolonha, 15 de dezembro de 1966), mais conhecido por Max Angelelli, é um ex-automobilista italiano, vencedor das 24 Horas de Daytona em 2005 e 2017 e das 6 Horas de Glen em 2001.
Angelelli é conhecido por ter sido o piloto do Safety Car da Formula 1 no trágico Grande Prêmio de San Marino de 1994.